# Miraluolishania haikouensis
La miraluolishania (Miraluolishania haikouensis) è un animale estinto forse appartenente ai lobopodi, vissuto nel Cambriano inferiore (circa 520 milioni di anni fa). I suoi resti fossili sono stati ritrovati in Cina, nel ben noto giacimento di Chengjiang.

## Descrizione
Questo animale, lungo pochi centimetri, aveva un aspetto simile a quello di un verme. Il corpo era lungo e sottile, ed era circondato da una serie di zampe lunghe e robuste; in generale, l'aspetto era quasi identico al lobopode Luolishania. Miraluolishania, però, possedeva anche un'estremità anteriore decisamente specializzata, con tanto di occhi ben sviluppati e antenne, mentre il corpo mostrava i segni di una segmentazione incipiente. 

## Classificazione
Questo animale lungo pochi centimetri e simile a un verme è stato descritto per la prima volta nel 2004. È spesso considerato un animale intermedio tra due gruppi, artropodi e lobopodi, a causa di un notevole miscuglio di caratteristiche. La scoperta di questa rara forma transizionale ha permesso di stabilire la diretta relazione che intercorre tra questi gruppi di animali. Alcuni studiosi, tuttavia, ritengono che Miraluolishania sia del tutto identico al lobopode Luolishania, a causa dell'aspetto superficialmente simile.
Vi sono tuttavia considerevoli differenze tra i due generi, e uno studio condotto nel 2007 (Liu et al.) ha portato alla conclusione che questi due animali erano nettamente distinti fra loro. In ogni caso, le forme precedentemente ascritte a Luolishania ritrovate nell'area di Haikou sono state ridescritte come appartenenti a Miraluolishania; gli esemplari di Luolishania propriamente detti sono stati invece rinvenuti esclusivamente nell'area di Maotianshan nella regione di Chengjiang. Questa confusione tassonomica rende bene l'idea della difficoltà nel classificare animali intermedi tra due grandi gruppi all'inizio della loro separazione.